# Rosane Kirch
Pour les articles homonymes, voir Kirch.
Rosane Kirch, née le 19 avril 1976 à Bacabal, est une coureuse cycliste professionnelle brésilienne.

## Palmarès sur route
- 2001
  - 2e du championnat du Brésil du contre-la-montre
- 2002
  -  Championne du Brésil sur route
  -  Championne du Brésil du contre-la-montre
- 2004
  - 62e de la course en ligne des championnats du monde sur route
- 2006
  - 2e de la coupe d'Amérique de cyclisme
  - 3e de Giro del Valdarno
- 2007
  - 3e de la coupe d'Amérique de cyclisme
  - 63e de la course en ligne des championnats du monde sur route
- 2008
  - 2e de la Route de France féminine
  - 42e de la course en ligne des championnats du monde sur route
- 2010
  - Eroica Rosa
  - 1re étape de Tour de Charente-Maritime
  - 2e du Tour de Charente-Maritime
- 2011
  - 2e du championnat du Brésil du contre-la-montre